# Косинское (Владимирская область)
Косинское — село в Юрьев-Польском районе Владимирской области России. Входит в состав Красносельского сельского поселения.

## География
Расположено в 1,5 км на запад от районного центра города Юрьева-Польского.

## История
Село Косинское было вотчиной московских патриархов. В окладных книгах 1628 года Патриаршего казённого приказа записана «церковь Иоанна Богослова в патриарше отчине в селе Косинском дани 8 алтын 2 денги, десятильнича гривна». В 1669 году записано: «В приселке Косинском церковь Иоанна Богослова, во дворе поп Иван Тимофеев с детьми, во дворе дьячок Овдокимко Федотов, да крестьянских тяглых 32 двора, бобыльских З двора». Церковь была деревянной. С упразднением патриаршества село перешло в ведомство синодального приказа. В 1810 году усердием дворянки Новокщёновой и прихожан построена каменная церковь с такой же колокольней и оградой. Престолов было два, главный в честь Святого апостола и евангелиста Иоанна Богослова, придельный тёплый во имя святых мучеников Адриана и Натальи. В 1889 году в селе была открыта церковно-приходская школа, помещавшаяся в специально построенном для неё доме. Усадьба в Косинском принадлежала городскому голове Николаю Алексеевичу Ганшину.  
В советское время храм был закрыт и разорён: сломаны колокольня и церковная ограда.
В конце XIX — начале XX века село входило в состав Ильинской волости Юрьевского уезда.
С 1929 года село входило в состав Ильинского сельсовета Юрьев-Польского района, с 1954 года — в составе Палазинского сельсовета, с 1959 года — в составе Дроздовского сельсовета, с 1962 года — в составе Фроловского сельсовета, с 1977 года — центр Косинского сельсовета, с 2005 года — в составе Красносельского сельского поселения.

## Население
| 1859 | 1905 | 2002 | 2010 | 2021 |
| ---- | ---- | ---- | ---- | ---- |
| 341  | ↗425 | ↗763 | ↘729 | ↘634 |

## Инфраструктура
Расположены МБОУ «Косинская основная общеобразовательная школа» (открыта в 1978 году), фельдшерско-акушерский пункт, отделение «Почты России», ООО «Племенной конный завод «Монастырское подворье»

## Достопримечательности
Действующая церковь Иоанна Богослова (1810).